# 潮騒 (1954年の映画)
『潮騒』（しおさい）は、三島由紀夫の小説『潮騒』を原作に谷口千吉が監督した1954年10月20日公開の日本映画。配給は東宝。モノクロ、スタンダード。惹句は、「夢と冒険に生きる十代の裸像を恋で彩る海の抒情詩！」である。原作者の三島がとても気に入っていた映画作品である。昭和29年度のキネマ旬報ベストテンでは圏外の第19位で、『どぶ』と同位であった。

## 概説
三島由紀夫の小説『潮騒』は複数回映画化されているが、初めて映画化された作品である。監督としてデビューして以来『ジャコ万と鉄』や『暁の脱走』などのアクション映画で注目を集めていた谷口が、新たな一面を見せた。公開当時は「性典もの」と呼ばれる過激な青春映画が流行していたが、そのような映画とは異なった作品に仕上がっている。伊勢湾の小島を舞台にした原作同様に撮影を神島で行い、三島の依頼を受けた文学者の中村真一郎が中心となって台詞を手がけたことで、原作の持つ「ロマンティシズムとリリシズム」が素朴に再現されている。
三島はそれ以前に『純白の夜』の映画化で脚本を見せられた際、上流階級の敬語の言葉遣いなどがめちゃくちゃだったため、その部分を訂正してもらったが、出来上がった映画では手直し前に戻っており憤然とした経験があった。そのため『潮騒』では、中村真一郎に協力を依頼し、脚本を担当してもらった。なお、映画試写会には、当時の皇太子明仁も出席したという。
ロケ現場には、原作者の三島も見学に行っていたが、映画公開から7年後に三島は、〈この映画の成功の一つは、配役の成功であつたとも思はれる。久保明君も青山京子嬢も、実に素朴な可愛らしい主人公と女主人公になり切つてゐた。そしてどちらかといふと、都会風な繊細さのある久保君よりも、青山嬢のはうが、一そう適役であつた。このごろ彼女の健闘をきかないのは淋しいことである〉とも述べている。

## スタッフ
- 監督：谷口千吉
- 製作：田中友幸
- 原作：三島由紀夫
- 脚本：中村真一郎、谷口千吉
- 音楽：黛敏郎
- 撮影：完倉泰一
- 美術：松山崇
- 録音：保坂有明
- 照明：石川緑郎
- 編集：笠間秀敏
- チーフ助監督：小松幹雄

## キャスト
- 久保新治：久保明
- 宮田初江：青山京子
- 歌島丸の船長：三船敏郎
- 宮田照吉：上田吉二郎
- 千代子：宮桂子
- 灯台長：加東大介
- 校長先生：東野英治郎
- 大山十吉：小杉義男
- 灯台長の妻：三戸部スエ
- お春婆さん：本間文子
- 久保とみ：沢村貞子
- 安夫：太刀川洋一
- 猛：大前亘
- 久保宏：高島稔
- 龍二：石井伊吉
- 宗太：赤生昇
- 勝ちゃん：山崎優